# Rafael Alvarez
Œuvres principales
The Fountain of Highlandtown
Rafael Alvarez (né le 24 mai 1958) est un auteur américain originaire de Baltimore. Il est journaliste au Baltimore Sun de 1977 à 2001. Après avoir quitté le journal, Alvarez travaille sur des navires en tant qu'ouvrier avant de rejoindre l'équipe créative de la série télévisée de HBO Sur écoute. Il a également travaillé pour les drames policier de NBC Life et The Black Donnellys.
Il est en outre auteur de livres et de recueils de nouvelles, dont The Fountain of Highlandtown et Orlo & Leini. En 2010, il est nommé aux Edgar Awards pour The Wire: Truth Be Told, un compagnon encyclopédique de la série télévisée.

## Biographie
Il naît à Baltimore puis grandit dans la banlieue de Linthicum. Alvarez est d'origine italienne, polonaise et espagnole et a été élevé dans une maison culturellement polono-américaine. Il est souvent supposé comme étant hispanique, mais il ne s'identifie pas comme tel. Il est diplômé de la Mt. St. Joseph High School.   
Alvarez commence sa carrière de journaliste en 1977. À partir de 1981, il rédige les nécrologies et couvre les affaires de police. Il reste au Sun jusqu'en janvier 2001, où il démissionne pour travailler sur des chantiers navals.
Le Sun publie deux anthologies de son travail : Hometown Boy (1999) et Storyteller (2001). 
Alvarez écrit également de la fiction et a fait publier deux recueils de fiction courte: The Fountain of Highlandtown (1997) et Orlo and Leini (2001).  
En 2001, Alvarez quitte le Baltimore Sun et rejoint la Seafarers International Union avec l'intention de travailler sur des navires. Il a depuis travaillé comme scénariste et producteur dans plusieurs émissions de télévision. Alvarez a d'abord travaillé à la télévision en tant que scénariste indépendant pour Homicide. La série est adaptée d'un livre de son ancien collègue du Sun, David Simon, qui travaillait comme producteur lors de la sixième saison en 1997, lorsque Alvarez a été embauché. 
Alvarez a de nouveau travaillé avec Simon en tant que scénariste pour Sur écoute. Il est crédité en tant que rédacteur pour la deuxième saison. Il a contribué un téléplay pour un épisode dans chacune des trois premières saisons en incluant " One Arrest ",  " Backwash " et " Homecoming ",.  Alvarez a également écrit un guide sur la série intitulé The Wire: Truth be Told. Simon attribue à Alvarez une riche expérience dans sa représentation du port de Baltimore lors de la deuxième saison,.    
Alvarez écrit un pilote appelé Panic à Detroit pour NBC. Sur cette base, ils l'engagent pour travailler sur Life en tant que scénariste et producteur. Alvarez a co-écrit l'épisode "A Civil War" avec le créateur de la série et le show runner Rand Ravich. Il a quitté l'équipe de rédaction de Life après la première saison. 

## Travail

### Filmographie
Scénariste
| An   | Spectacle           | Épisode               | Remarques                                                                                         |
| ---- | ------------------- | --------------------- | ------------------------------------------------------------------------------------------------- |
| 2007 | Life                | "A Civil War"         | Saison 1, épisode 7, avec Rand Ravich                                                             |
| 2007 | The Black Donnellys | "The Only Thing Sure" | Saison 1, épisode 6, avec Mick Betancourt                                                         |
| 2006 | Thief               | "No Direction Home"   | Épisode 4                                                                                         |
| 2005 | Tilt                | "Nobody Ever Listens" | Saison 1, épisode 8                                                                               |
| 2004 | Sur écoute          | "Homecoming"          | Saison 3, épisode 6. Histoire co-écrite avec David Simon, téléplay par Alvarez.                   |
| 2003 | Sur écoute          | "Backwash"            | Saison 2, épisode 7. Histoire co-écrite avec David Simon, téléplay par Alvarez                    |
| 2002 | Sur écoute          | "One Arrest"          | Saison 1, épisode 7. Téléplay par Alvarez d'après une histoire de David Simon et Ed Burns         |
| 1997 | Homicide            | "All is Bright"       | Saison 6, épisode 8. Téléplay par Alvarez d'après une histoire de James Yoshimura et Julie Martin |

Producteur
| An   | Spectacle           | Rôle                               | Remarques  |
| ---- | ------------------- | ---------------------------------- | ---------- |
| 2007 | Life                | Producteur et scénariste           | Saison 1   |
| 2007 | The Black Donnellys | Producteur et scénariste           | Saison 1   |
| 2006 | Voleur              | Producteur                         | Mini-série |
| 2005 | Tilt                | Producteur et scénaristeconsultant | Saison 1   |
| 2004 | Sur écoute          | Scénariste                         | Saison 3   |
| 2003 | Sur écoute          | cénariste                          | Saison 2   |